# Dąbrowa Górna (województwo dolnośląskie)
Dąbrowa Górna (niem. Ober Dammer) – wieś w Polsce położona w województwie dolnośląskim, w powiecie lubińskim, w gminie Lubin.

## Podział administracyjny
W latach 1975–1998 miejscowość administracyjnie należała do województwa legnickiego.

## Komunikacja publiczna
Do wsi dojeżdża autobus linii nr 102 komunikacji miejskiej w Lubinie.

## Zabytki
Do wojewódzkiego rejestru zabytków wpisane są:
- cmentarz parafialny, z 1860 r.
  - kaplica św. Józefa
  - dzwonnica